# Takashi Kobayashi
Takashi Kobayashi (小林 孝至, Kobayashi Takashi) est un lutteur japonais spécialiste de la lutte libre dans les années 1980 évoluant dans les catégories les plus lègeres.

## Biographie
Takashi Kobayashi participe aux Jeux olympiques d'été de 1988 à Séoul dans la catégorie des poids super-mouches et remporte la médaille d'or.